# Хелмек
Хѐлмек (на полски: Chełmek) е град в Южна Полша, Малополско войводство, Ошвенчимски окръг. Административен център е на градско-селската Хелмешка община. Заема площ от 8,27 км2.

## Население
Според данни от полската Централна статистическа служба, към 1 януари 2014 г. населението на града възлиза на 9 168 души. Гъстотата е 1 109 души/км2.